# واسکو رسی
واسکو رسی (به لاتین: Vasco Rossi) متولد ۷ فوریه ۱۹۵۲، خواننده و آهنگساز ایتالیایی می‌باشد و همچنین به عنوان واسکو یا نام مستعار (ایل بلاسکو) شناخته می‌شود. او در طول زندگی حرفه‌ای خود، تاکنون ۲۵ آلبوم با بیش از ۱۳۰ آهنگ منتشر کرده است. همچنین اشعاری را برای دیگر هنرمندان نوشته است.
لیست آلبومها:
1978 – ...Ma cosa vuoi che sia una canzone...
1979 – Non siamo mica gli americani!
1980 – Colpa d'Alfredo
1981 – Siamo solo noi
1982 – Vado al massimo
1983 – Bollicine
1985 – Cosa succede in città
1987 – C'è chi dice no
1989 – Liberi liberi
1993 – Gli spari sopra
1996 – Nessun pericolo... per te
1998 – Canzoni per me
2001 – Stupido hotel
2004 – Buoni o cattivi
2008 – Il mondo che vorrei
2011 – Vivere o niente
2014 – Sono innocente
متن چپ‌چین‌شده